# ميتسوي وشركاه

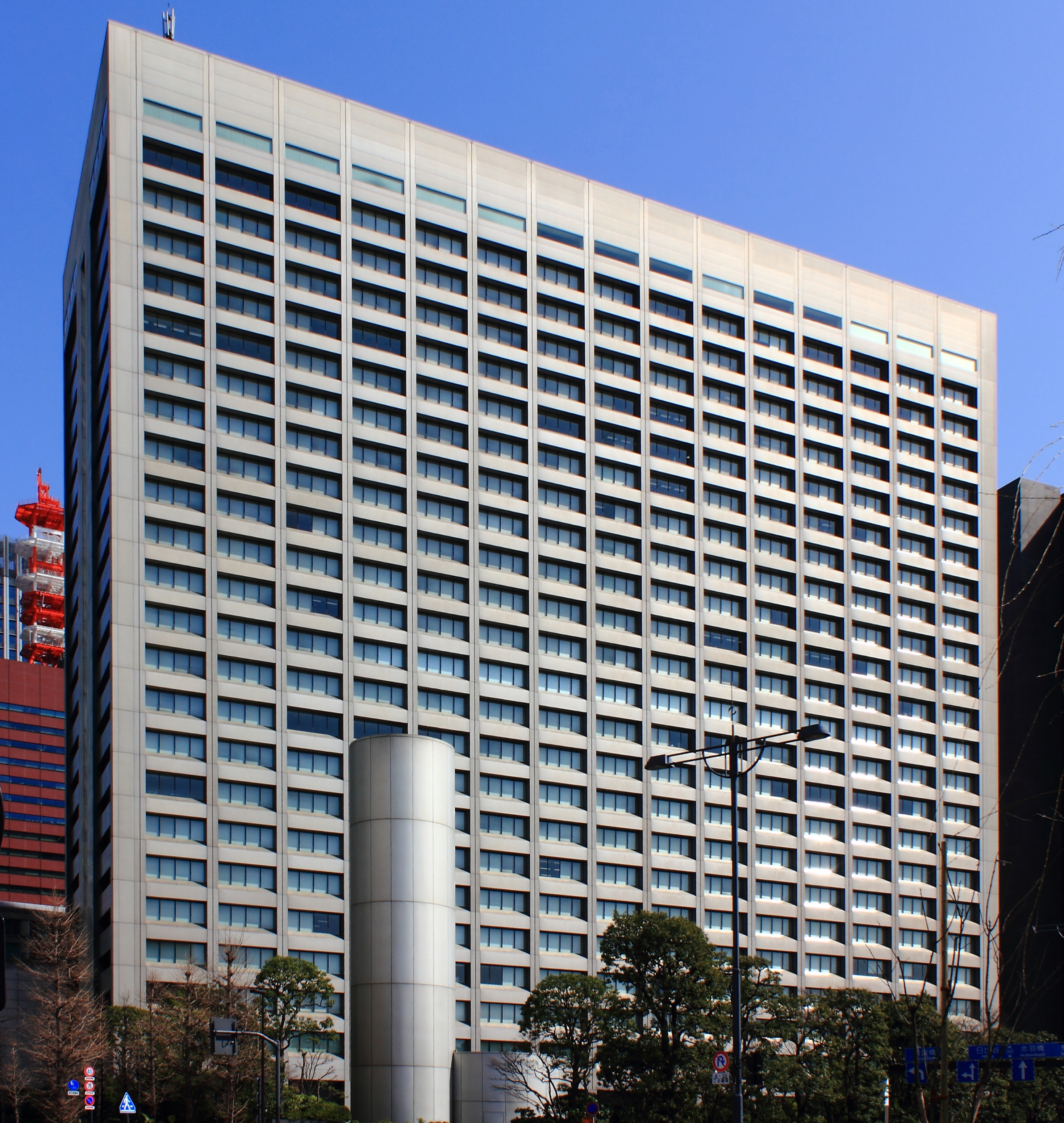
المقر السابق (المقرر هدمه في عام 2015)

ميتسوي وشركاه هي واحدة من أكبر شركات التجارة العامة في اليابان؛ وهي جزء من مجموعة ميتسوي، وتغطي مجالات أعمالها الطاقة والآلات والمواد الكيميائية والمواد الغذائية والمنسوجات واللوجستيات والتمويل.

## روابط خارجية
الموقع الرسمي